# Позориште у Делфима
Позориште у Делфима је позоришна грађевина на отвореном простору у светилишту Делфи, настала, као „оквир за извођење представа” упоредо са развојем драмске структуре у античкој Грчкој. Као грађевина за приказ драмских радњи позориште је било једноставан кружни простор са жртвеником, тимелом, у средишту, где би на почетку представе Дионисов свештеник приносио жртву. Уз тимел су стајали глумци, а око њих, у полукругу, хор. Кружни облик места приказивања био је условљен цикличним кретањем хора за време представе.
Позориште је познато по својој доброј акустичности, због поштовања од стране античких архитеката, једног од најважнијих правила при обликовању позоришта, да оно мора да омогући сваком гледаоцу да чује оно што се говори на позорници. Данас се у погледу акустичних особина ово, као и друга отворена грчка позоришта, сматрају узором акустичког савршенства.
Позориште се користи и данас, током лета (туристичке сезоне), за извођење познатих дела класичне грчке књижевности.

## Положај
Позориште се налази на северозападној страни светишта Делфи, усечено у падине Парнаса, на на приближно 540 m надморске висине. Удаљено је око 15 km југозападно од града-луке Кира у Коринтском заливу и 180 km од Атине.
Источно од археолошког налазишта (на коме се налази и позориште) су данашњи Делфи - општина у чијем саставу је и место Хрисо, које се у античко доба звало Криса. Поред њих пролази модеран ауто-пут који повезује Амфису са Итејом и Араховом.
Позоришту у Делфима могло се прићи из два правца: морем преко луке Итеа и копном преко Беотије, након проласка кроз светилиште Атине проније (Pronaia) у Мармарији.

## Краћа историја Делфа
Делфи се као село јављају већ у рано бронзано доба, упоредо са насељима као што су Тиринт, Микена, Орхоменос (Беотија) и друга. Врло рано постали су место култа. Било је то у касномикенском периоду, које је припадало божанствима Геји и Посејдону. 
Грци су Делфе сматрали не само средиштем Хеладе него и света. Као светилиште и средиште Аполоновог култа у антици, прихвата се од 8. века п. н . е. Оно је пронело славу Делфа по читавом античком свету, јер се са њим није могло мерити ни једно друго пророчиште, па ни оно Зевсово у Додони у Епиру, нити оно у Дидими у Малој Азији.

## Историјат
У многим аспектима човековог уметничког и интелектуалног деловања грчка култура остала је до данас ненадмашена. Једна од њених сегменат била је и драмска уметност, која је користила позориште за извођење драмских и лирских представе, посебно за време одржавања великих свечаности. 
| „ | Познато је да је форма драме израсла из религиозних церемонија на отвореном. Церемоније посвећене Дионису биле су пропраћене плесом и песмом хора. Сматра се да је њихов преображај у драмску радњу започео у 6. веку п. н. е., када је Теспис, насупрот хору, издвојио хоровођу (корифеја) као глумца (протагонисту). Дијалог између глумца и хора представља зачетак драме. У 5. веку п. н. е. Есхил уводи другог глумца (деутерагонист), Софокле трећег (тритагонист), а број припадника хора, кореута, устаљује се на 12 до 16. У то време позоришне представе попримају организовани облик. | ” |

Саграђено је око 400. године п. н. е. Надживело је много векова и до данашњих дана остало у релативно добро очуваном стању. 
У прво време није постојало гледалиште; посматрачи су стајали, а касније седели на дрвеним клупама постављеним око кружног простора за извођаче. Класично позориште настало је из овог „рудиментарног” облика у тренутку када се простор рашчланио на три основна дела:
- Театрон — гледалиште,
- Оркестру — позорницу,
- Скене — позадину позорнице са гардеробама за глумце.

Како се 498. године пре нове ере једна таква дрвена конструкција у античкој Грчкој срушила, усмртивши притом неколико гледалаца, од тада су гледалишта грађена на чврстим, каменим темељима.
Позориште је било проширено у 2. веку п. н. е. Откривени натпис говоре да је краљ Еумен  II 159.
године п. н. е. послао новац и робове за рад на изградњи позоришта.

## Архитектура
Архитектонски изглед класичног античког позоришта временом се развијало и обогаћивао али је његова троделна концепција са; театроном, скеном и оркестром увек остајала непромењена. Исти ови називи, али другачијег значења, присутни су и у савременом позоришту.
Грађено је од парског камена на месту старијег, древног позоришта које је било дрвено. Полукружно гледалиште састоји се од 35 редова степенастих седишта, која су подељена пролазом у вишу и нижу зону. Зоне седишта имају по неколико сегмената (нижа седам и виша шест) како би комуникација гледалаца била што лакша и једноставнија. 
Између остатака параскенија и скене с једне и гледалиштем са друге стране, сачувана је поплочана кружна (непотпуно) оркестра пречника 18,50 m. Око оркестре је био уређен канал за одвођење кишних вода. 
Први ред уз оркестру - проедрија, био је резервисан за Дионисове свештенике, угледне госте и посланике из других градова. У 1. веку п. н. е. параскениј је био украшен мермерним фризом с мотивима Хераклових јуначких дела. 
Капацитет позоришта је био око 5.000 гледалаца.